# Won't Back Down
Won't Back Down (bra: A Luta por um Ideal; prt: Nunca Desistas) é um filme de drama estadunidense de 2012 dirigido e escrito por Daniel Barnz. Estrelado por Maggie Gyllenhaal e Viola Davis, foi indicado à NAACP Image Award de Melhor Atriz no Cinema.

## Sinopse
Duas mães determinadas, uma vendedora de carros/barman (Maggie Gyllenhaal) e uma professora (Viola Davis), procuram transformar a escola da cidade que está com problemas.

## Elenco
- Maggie Gyllenhaal - Jaime Fitzpatrick
- Viola Davis - Nona Alberts
- Holly Hunter - Evelyn Riske
- Oscar Isaac - Michael Perry
- Rosie Perez - Brenna Harper
- Ving Rhames - Principal Thompson
- Lance Reddick - Charles Alberts
- Marianne Jean-Baptiste - Olivia Lopez
- Bill Nunn - Principal Holland
- Emily Alyn Lind - Malia Fitzpatrick
- Dante Brown - Cody Alberts
- Liza Colón-Zayas - Yvonne
- Ned Eisenberg - Arthur Gould

## Recepção

### Crítica
No agregador de críticas Rotten Tomatoes, que categoriza as opiniões apenas como positivas ou negativas, o filme tem um índice de aprovação de 35% calculado com base em 106 comentários dos críticos que seguido do consenso: "apesar dos melhores esforços de seus talentosos atores, Won't Don't Back deixa de emprestar suficiente peso dramático ou sofisticação para a questão polêmica da reforma educacional." Já no agregador Metacritic, com base em 34 opiniões de críticos que escrevem em maioria para a imprensa tradicional, o filme tem uma média aritmética ponderada de 42 entre 100, com a indicação de "revisões mistas ou neutras".

### Público
O público pesquisado pela CinemaScore deu ao filme uma nota "A-" na escala de A+ a F.

### Controvérsias
Alguns críticos argumentaram que o filme é um veículo ideológico do ativista conservador Philip Anschutz e que o filme é inclinado para promover o movimento parent trigger. Alguns críticos argumentaram que o filme mostra uma versão diluída do que os pais realmente enfrentam quando tentam implementar a lei parent trigger.